# Osmo Soininvaara
Osmo Heikki Kristian Soininvaara (ur. 2 września 1951 w Helsinkach) – fiński polityk i pisarz, lider fińskich zielonych, minister w latach 2000–2002.
Ukończył studia licencjackie na kierunku statystyka. Przed rozpoczęciem kariery politycznej pracował w swoim zawodzie. W 1985 został wybrany na radnego miasta Helsinki, zasiadł później w miejskiej egzekutywie. W latach 1987–1991 i 1995–2007 sprawował mandat posła do Eduskunty.
W okresie od 14 kwietnia 2000 do 19 kwietnia 2002 pełnił funkcję ministra zdrowia i ochrony socjalnej w drugim rządzie Paava Lipponena.
Od 2001 do 2005 zajmował stanowisko przewodniczącego Ligi Zielonych. W 2011 ponownie wybrany do Eduskunty.

## Życie prywatne
Żonaty z Anną-Marią Soininvaarą, ma troje dzieci: Ohta (ur. 1990), Ilppa (ur. 1991) i Helmiego (ur. 1997).